# Olav Jordet
Olav Jordet (Tolga, 27 dicembre 1939) è un ex biatleta norvegese.

## Palmarès

### Olimpiadi invernali
- Argento a Grenoble 1968 nella staffetta.
- Bronzo a Innsbruck 1964 nei 20 km individuale.

### Mondiali
- Oro a Elverum 1965 nei 20 km individuale.
- Oro a Elverum 1965 nella gara a squadre.
- Oro a Garmisch-Partenkirchen 1966 nella staffetta.
- Oro a Altenberg 1967 nella staffetta.
- Bronzo a Hämeenlinna 1962 nella gara a squadre.
- Bronzo a Seefeld 1963 nella gara a squadre.